# Coupe de la confédération 2009
Navigation
Édition précédente Édition suivante
La Coupe de la confédération 2009 est la sixième édition de la Coupe de la confédération. Les meilleures équipes non qualifiées pour la Ligue des champions de la CAF et les vainqueurs des coupes nationales participent à cette compétition.
Cette édition voit le sacre du Stade malien qui bat en finale les Algériens de l'ES Sétif. C'est le tout premier succès en compétition continentale de l'histoire du club.
Nouveauté cette année avec l'instauration des demi-finales à l'issue de la phase de poules, qui voit donc les deux premiers de chaque groupe s'affronter pour obtenir leur qualification pour la finale. Demi-finales et finale se jouent en matchs aller et retour.

## Primes monétaires
| Classement | Prime au Club |
| ---------- | ------------- |
| Champion   | 625 000 $     |
| Finaliste  | 432 000 $     |
| 2e Place   | 239 000 $     |
| 3e Place   | 178 000 $     |
| 4e Place   | 150 000 $     |

## Tour préliminaire
| Équipe 1                     | Résultat      | Équipe 2           | Aller | Retour |
| ---------------------------- | ------------- | ------------------ | ----- | ------ |
| US Ouagadougou               | 1e - 1        | ASC Diaraf         | 0 - 0 | 1 - 1  |
| OC Bukavu Dawa               | 4 - 4e        | Club 57 Tourbillon | 3 - 3 | 1 - 1  |
| Tourbillon FC                | 4 - 1         | Vital'O FC         | 4 - 0 | 0 - 1  |
| Hay al-Arab Port-Soudan      | 1 - 1 2-3 tab | Al Ahly Benghazi   | 0 - 1 | 1 - 0  |
| USM Libreville               | 2 - 1         | ASFAN              | 2 - 1 | 0 - 0  |
| Sport Bissau e Benfica       | 1 - 3         | ASC Yakaar         | 1 - 2 | 0 - 1  |
| AS de Vacoas-Phoenix         | 2 - 1         | AS Adema           | 1 - 1 | 1 - 0  |
| Prisons SC                   | 0 - 6         | Khaleej Syrte      | 0 - 2 | 0 - 4  |
| Mighty Barrolle              | 1 - 4         | SO Armée           | 0 - 2 | 1 - 2  |
| Atlético Muçulmano da Matola | 2 - 5         | Malanti Chiefs     | 1 - 0 | 1 - 5  |
| Victors FC                   | 0 - 3         | CAPS United        | 0 - 2 | 0 - 1  |
| Gor Mahia                    | 0 - 6         | APR FC             | 0 - 5 | 0 - 1  |
| Red Arrows FC                | 7 - 0         | Mundu SC           | 6 - 0 | 1 - 0  |

## Premier tour
| Équipe 1             | Résultat      | Équipe 2                 | Aller | Retour |
| -------------------- | ------------- | ------------------------ | ----- | ------ |
| US Ouagadougou       | 2 - 3         | Aigle royal de La Menoua | 2 - 1 | 0 - 2  |
| Club 57 Tourbillon   | 0 - 1         | Bayelsa United           | 0 - 0 | 0 - 1  |
| Tourbillon FC        | 3 - 5         | Union Douala             | 1 - 2 | 2 - 3  |
| USM Libreville       | 2 - 5         | Santos FC                | 0 - 1 | 2 - 4  |
| CS sfaxien           | 5 - 3         | Al Ahly Benghazi         | 4 - 1 | 1 - 2  |
| Satellite FC         | 2 - 5         | Jeunesse Club d'Abidjan  | 1 - 2 | 1 - 3  |
| ASC Yakaar           | 2 - 5         | JSM Béjaïa               | 1 - 1 | 1 - 4  |
| Stade tunisien       | 0 - 2         | Stade malien             | 0 - 0 | 0 - 2  |
| Khaleej Syrte        | 0 - 6         | ES Sétif                 | 0 - 1 | 0 - 5  |
| SO Armée             | 3 - 6         | Recreativo do Libolo     | 0 - 1 | 3 - 5  |
| AS de Vacoas-Phoenix | 1 - 9         | Mamelodi Sundowns        | 0 - 3 | 1 - 6  |
| Malanti Chiefs       | 1 - 6         | AS Vita Club             | 1 - 3 | 0 - 3  |
| CAPS United          | 1 - 2         | ENPPI Club               | 0 - 0 | 1 - 2  |
| Red Arrows FC        | 2 - 2 3-2 tab | Ocean Boys FC            | 2 - 0 | 0 - 2  |
| APR FC               | 0 - 2         | Haras El Hodood          | 0 - 0 | 0 - 2  |
| Maghreb AS           | 1 - 2         | EGS Gafsa                | 1 - 1 | 0 - 1  |

## Huitièmes de finale
| Équipe 1                 | Résultat        | Équipe 2                | Aller | Retour |
| ------------------------ | --------------- | ----------------------- | ----- | ------ |
| CS sfaxien               | 3 - 0           | Jeunesse Club d'Abidjan | 2 - 0 | 1 - 0  |
| Aigle royal de La Menoua | 1 - 5           | Bayelsa United          | 1 - 0 | 0 - 5  |
| ENPPI Club               | 4 - 3           | Red Arrows FC           | 4 - 0 | 0 - 3  |
| Union Douala             | 1 - 5           | Santos FC               | 1 - 1 | 0 - 4  |
| Haras El Hodood          | 6 - 1           | EGS Gafsa               | 3 - 0 | 3 - 1  |
| JSM Béjaïa               | 1 - 1 12-13 tab | Stade malien            | 1 - 0 | 0 - 1  |
| ES Sétif                 | 5e - 5          | Recreativo do Libolo    | 4 - 0 | 1 - 5  |
| Mamelodi Sundowns        | 2 - 3           | AS Vita Club            | 2 - 0 | 1 - 4  |

## Tour intermédiaire
Les huit équipes qualifiées rencontrent les huit repêchés de la Ligue des champions (qui sont indiqués en italique). 
| Équipe 1             | Résultat      | Équipe 2        | Aller | Retour |
| -------------------- | ------------- | --------------- | ----- | ------ |
| ES Sétif             | 3 - 3 4-3 tab | Djoliba AC      | 3 - 1 | 1 - 3  |
| Al Ahly SC           | 3 - 3 5-6 tab | Santos FC       | 3 - 0 | 0 - 3  |
| ASEC Mimosas         | 2 - 2e        | ENPPI Club      | 2 - 2 | 0 - 0  |
| Primeiro de Agosto   | 2 - 2 5-4 tab | CS sfaxien      | 2 - 0 | 0 - 2  |
| Cotonsport Garoua    | 3 - 3e        | AS Vita Club    | 3 - 1 | 0 - 2  |
| Kampala City Council | 3 - 5         | Bayelsa United  | 3 - 1 | 0 - 4  |
| Al Ahly Tripoli      | 1 - 2         | Haras El Hodood | 0 - 0 | 1 - 2  |
| IZ Khémisset         | 2 - 4         | Stade malien    | 1 - 1 | 1 - 3  |

## Phase de poules
Les huit formations qualifiées sont réparties en deux poules de quatre équipes, qui se rencontrent deux fois, à domicile et à l'extérieur. Les deux premiers de chaque groupe se qualifient pour les demi-finales.

### Groupe A
| Rang | Équipe       | Pts | J | G | N | P | Bp | Bc | Diff |  | Résultats (▼ dom., ► ext.) | Sét | ENP | Vit | San |
| ---- | ------------ | --- | - | - | - | - | -- | -- | ---- |  | -------------------------- | --- | --- | --- | --- |
| 1    | ES Sétif     | 9   | 6 | 3 | 0 | 3 | 14 | 9  | +5   |  | ES Sétif                   |     | 1-3 | 2-0 | 6-0 |
| 2    | ENPPI Club   | 9   | 6 | 3 | 0 | 3 | 13 | 10 | +3   |  | ENPPI Club                 | 3-4 |     | 3-1 | 4-0 |
| 3    | AS Vita Club | 9   | 6 | 3 | 0 | 3 | 7  | 7  | 0    |  | AS Vita Club               | 2-1 | 3-0 |     | 1-0 |
| 4    | Santos FC    | 9   | 6 | 3 | 0 | 3 | 3  | 11 | -8   |  | Santos FC                  | 1-0 | 1-0 | 1-0 |     |

### Groupe B
| Rang | Équipe             | Pts | J | G | N | P | Bp | Bc | Diff |  | Résultats (▼ dom., ► ext.) | Sta | Bay | Pri | Har |
| ---- | ------------------ | --- | - | - | - | - | -- | -- | ---- |  | -------------------------- | --- | --- | --- | --- |
| 1    | Stade malien       | 9   | 6 | 2 | 3 | 1 | 5  | 3  | +2   |  | Stade malien               |     | 0-1 | 0-0 | 2-0 |
| 2    | Bayelsa United     | 9   | 6 | 3 | 0 | 3 | 9  | 6  | +3   |  | Bayelsa United             | 1-2 |     | 4-0 | 2-0 |
| 3    | Primeiro de Agosto | 8   | 6 | 2 | 2 | 2 | 5  | 10 | -5   |  | Primeiro de Agosto         | 0-0 | 3-1 |     | 1-0 |
| 4    | Haras El Hodood    | 7   | 6 | 2 | 1 | 3 | 7  | 7  | 0    |  | Haras El Hodood            | 1-1 | 1-0 | 5-1 |     |

## Demi-finales
| Équipe 1       | Résultat | Équipe 2     | Aller | Retour |
| -------------- | -------- | ------------ | ----- | ------ |
| Bayelsa United | 1 - 2    | ES Sétif     | 1 - 1 | 0 - 1  |
| ENPPI Club     | 4 - 6    | Stade malien | 2 - 2 | 2 - 4  |

### Aller
| 3 octobre 2009 | Bayelsa FC | 1 - 1 | ES Setif         | Stade Ofwara, Yenagoa |  |
| 18:00 GMT      | Ajobo 69e  |       | Ziaya 80e (pen.) |                       |  |

| 4 octobre 2009 | ENPPI Club | 2- 2 | Stade malien | Plastic Stadium, Le Caire |
| 18:00 GMT      |            |      |              |                           |

### Retour
| 16 octobre 2009 | ES Sétif  | 1 - 0 | Bayelsa FC | Stade du 8 mai 1945, Sétif |  |
| 18:00 GMT       | Ziaya 11e |       |            |                            |  |

| 17 octobre 2009 | Stade malien | 4- 2 | ENPPI Club | Stade du 26 mars, Bamako |
| 18:00 GMT       |              |      |            |                          |

## Finale
| Équipe 1 | Résultat      | Équipe 2     | Aller | Retour |
| -------- | ------------- | ------------ | ----- | ------ |
| ES Sétif | 2 - 2 2-3 tab | Stade malien | 2 - 0 | 0 - 2  |

### Aller
| 29 novembre 2009 | ES Setif       | 2 - 0 | Stade malien | Stade du 8 mai 1945, Sétif |                            |
| 19:00 GMT        | Ziaya 15e, 79e |       |              | Arbitrage : Daniel Bennett | Arbitrage : Daniel Bennett |

### Retour
| 5 décembre 2009 | Stade malien | 2 - 0 | ES Setif | Stade omnisports Modibo-Keïta, Bamako |                          |
| 17:00 GMT       |              |       |          | Arbitrage : Eddy Maillet              | Arbitrage : Eddy Maillet |